# 湖北历史
湖北历史可追溯至旧石器时代的郧县人。

## 史前
舊石器時代至新石器時代：湖北長陽縣和丹江口市發現舊石器時代遺址，新石器時代遺址在省內多處均有發現.
彩陶時代：在湖北京山市的屈家岭文化遗址，出土了蛋壳彩陶，距今已有4000多年的历史。

## 商代
据文献记载，商代在湖北境内，有楚（今南漳荆山）、卢（今襄阳）、彭（今房县）、庸（今竹山）等封国。

## 春秋战国
春秋战国时期，湖北地区属于楚国，西部为楚文化的发源，东部大部分被沼泽覆盖，是历史上著名的“云梦泽”。楚国是当时南方的大国，楚庄王曾经问鼎中原，同齐桓公、晋文公、秦穆公、宋襄公并称春秋五霸。到战国时，楚国力更强，同齐、燕、韩、赵、魏、秦并称为战国七雄。楚国的京城长期位于今荆州的楚纪南故城。

## 秦汉
秦代统一中国后，要经湖北南下，因此成为交通要道，人口开始增加，沼泽经过排水逐渐成为良田。秦在今湖北地区设立郡县。为避秦始皇父亲的名讳，将楚改称荆山（今南漳）之"荆"。因此后来湖北就多称荆州，有时合称荆楚。
汉代在湖北设置江夏郡和南郡，均属于天下13州中的荆州。

## 魏晋南北朝
三国时代，湖北地区是蜀汉和吴国必争之地。今天仍有众多的古三国遗迹，如赤壁古战场、襄阳隆中。
晋朝在湖北设置荆州；

## 隋唐
湖北在唐朝分属4个道：山南东道、淮南道、江南西道和黔中道，山南东道辖襄州、荆州、随州、郢州、复州、峡州、归州、房州、均州，治所在襄州；淮南道辖沔州（汉阳）、安州（安陆）、黄州、蕲州，治所在今江苏扬州；江南西道辖鄂州（武昌），治所在洪州（今江西南昌）；黔中道辖施州（恩施），治所在黔州（今重庆彭水）。

## 宋
北宋时期，湖北主要归属荆湖北路和京西南路。荆湖北路是以洞庭湖以北至荆山，西包沅澧二水之地，简称湖北路，湖北之名即由此始。荆湖北路辖江陵府（荆州）、鄂州（武昌）、复州、峡州、归州、安州（安陆）、汉阳军、荆门军，治所在江陵府。京西南路辖襄州、随州、郢州、房州、均州、光化军，治所在襄州。东南角设置了兴国军（阳新），属于江南西路（治所在洪州，今江西南昌）；西南角设置了施州，属于夔州路（治所在夔州，今重庆奉节）。
今天湖北东南部的黄州、蕲州在北宋初期处于淮南路，治所在今江苏扬州，后淮南路分为东西两路，黄州、蕲州属于淮南西路；江南西路辖治所在洪州（今江西南昌）管辖今天黄梅部分土地；西南角恩施，利川等地设置了施州，属于夔州路。
北宋末年，由于北方金兵入侵，战乱不止，大批人口南迁，湖北逐渐繁荣，带来北方先进的文化和农业技术，湖北成为重要的粮食产地。

## 元

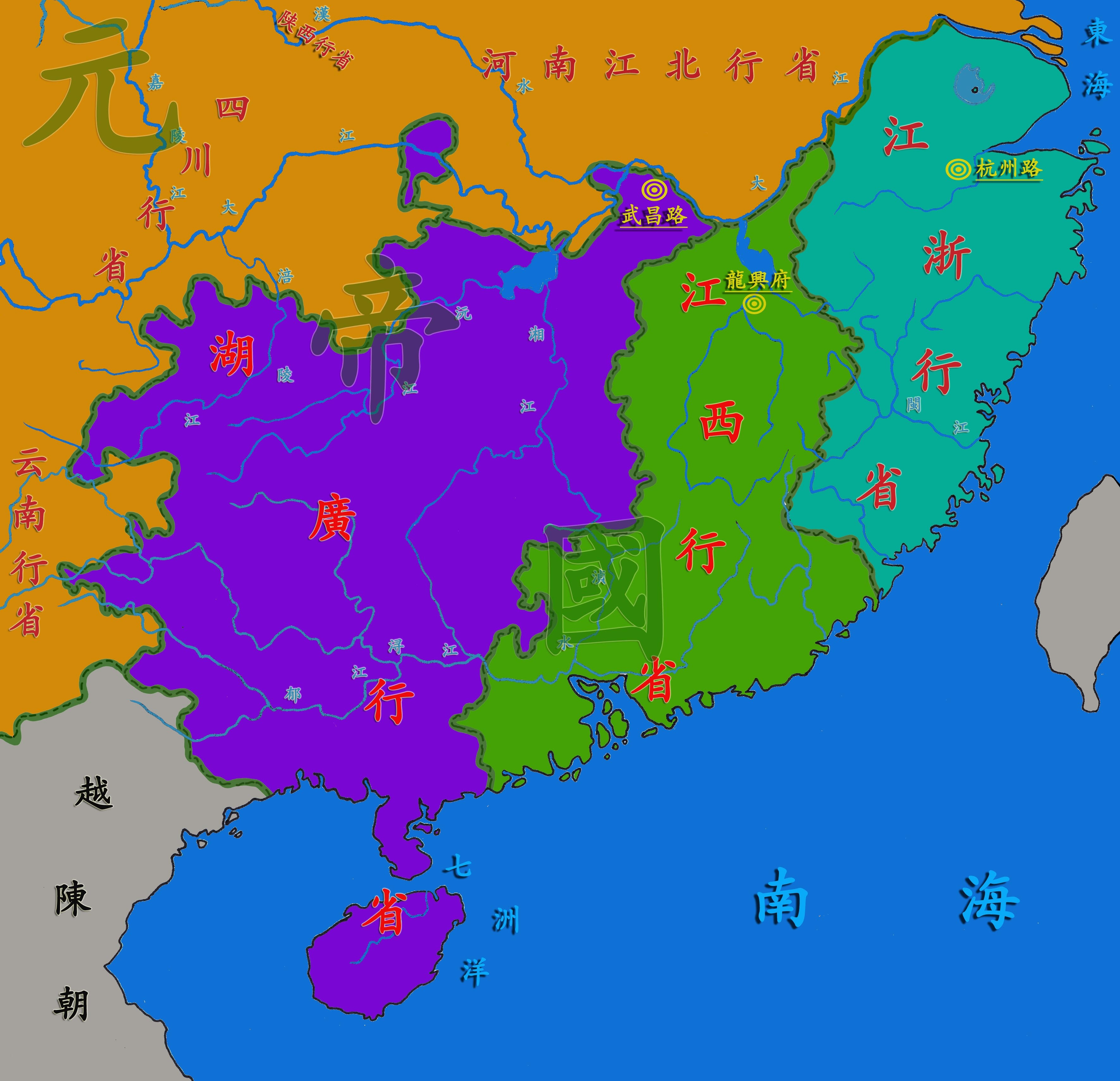
元 湖广行省，河南江北行省

元代的湖北大体以长江为界，分属湖广行中书省和河南江北行中书省。湖广行省包括今日湖北的东南部、湖南、广西、海南和广东的西南角，在湖北东南部设有武昌路、兴国路（阳新）和汉阳府。武昌是湖广行省的省会，也是两湖流域农产品的最大集散地。湖北的大部分地区属于河南江北行省，辖襄阳路、黄州路、蕲州路、峡州路（宜昌）、中兴路（荆州）和德安、沔阳、安陆（钟祥）等府。

## 明朝

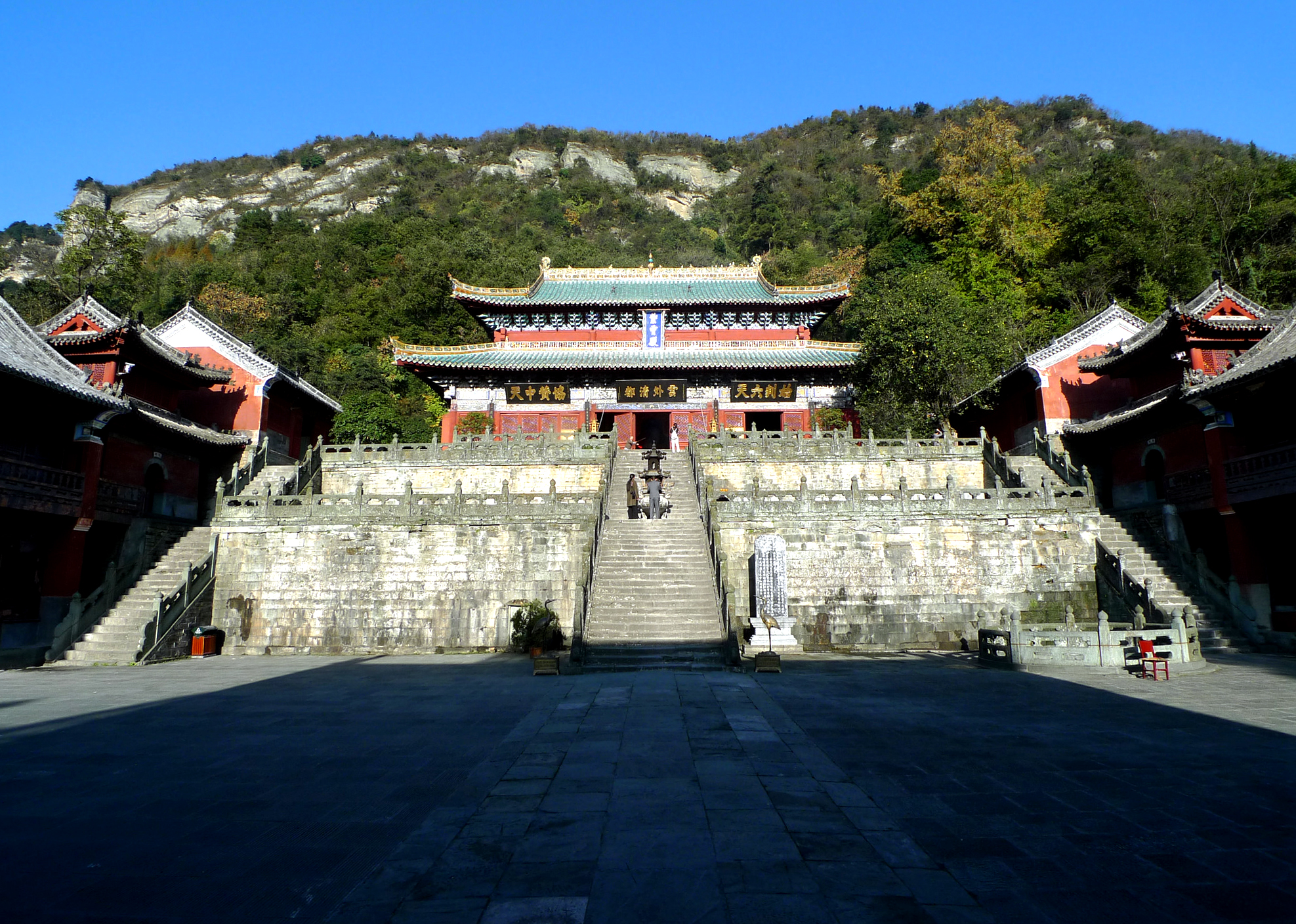
明朝皇帝在武当山进行了大规模的营建活动。图为武当山紫霄宮

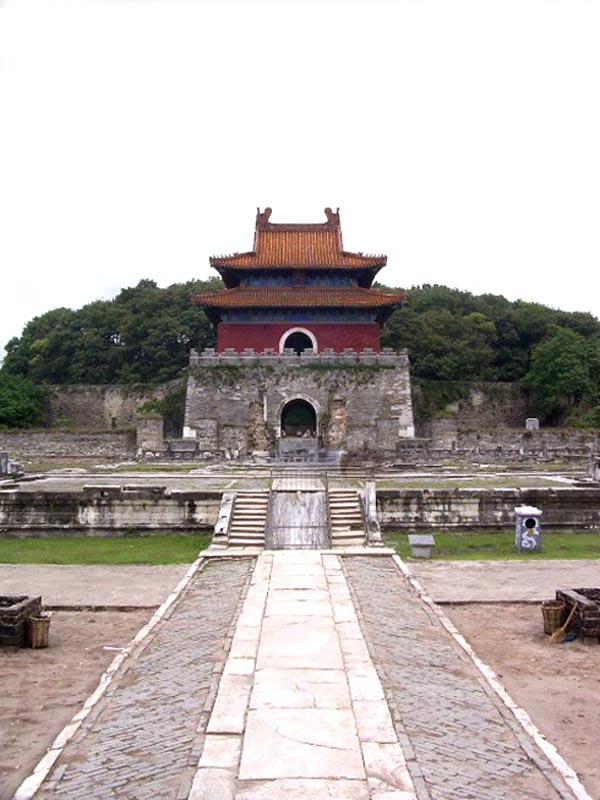
明武宗正德皇帝驾崩后，分封于安陸州（今湖北钟祥）的兴王朱厚熜入繼大統。图为朱厚熜在钟祥为其父母修筑的明显陵

明朝设置湖广布政使司，驻扎武昌。湖广布政使司在今湖北辖武昌府、汉阳府、荆州府、襄阳府、黄州府、承天府（钟祥）、德安府（安陆）、郧阳府。
明末，汉水改道以后，新河道的北侧凹岸形成新兴的商业城镇——汉口，吸引了大批徽州、山西、江西各帮商人前来，经营盐、茶、木、药等业，街区沿汉水北岸绵延二十里，列为当时四大名镇之一。
明代，在湖北西北部的武当山，兴建了规模庞大的道教建筑群。
| 府     | 附郭县 | 散州、厅      | 县                                                                    |
| 武昌府 | 江夏县 | 兴国州        | 武昌县 大冶县 嘉鱼县 咸宁县 蒲圻县 通山县 崇阳县 通城县               |
| 汉阳府 | 汉阳县 | /             | 汉川县                                                                |
| 荆州府 | 江陵县 | 夷陵州 归州   | 公安县 石首县 监利县 松滋县 枝江县 宜都县 巴东县 长阳县 兴山县 远安县 |
| 襄阳府 | 襄阳县 | 均州          | 光化县 谷城县 枣阳县 宜城县 南漳县                                    |
| 黄州府 | 黄冈县 | 蕲州          | 黄陂县 蕲水县 广济县 黄梅县 麻城县 黄安县 罗田县                      |
| 承天府 | 钟祥县 | 荆门州 沔阳州 | 潜江县 景陵县 京山县 当阳县                                           |
| 德安府 | 安陆县 | 随州          | 云梦县 应城县 应山县 孝感县                                           |
| 郧阳府 | 郧县   | /             | 郧西县 竹山县 竹溪县 房县 保康县 上津县                               |

## 清朝
清代康熙3年（1664年）分湖广布政使司为左右2个布政使司，康熙6年 （1667年），湖广左右布政使司分别改名为湖北布政使司和湖南布政使司，湖北、湖南两省从此定名，沿袭至今。湖北省会仍在武昌。清代的湖北省下辖武昌府、汉阳府、荆州府、襄阳府、黄州府、安陆府（钟祥）、德安府（安陆）、郧阳府、宜昌府、施南府（恩施）和荆门直隶州。
1860年第二次鸦片战争后，外国资本沿长江上溯，汉口辟为商埠，并在旧市镇的下游设立了汉口英租界。1895年到1898年，又陆续设立了汉口德租界、汉口俄租界、汉口法租界和汉口日租界。另外，在1877年和1896年，宜昌和沙市也相继开辟为商埠。
同一时期，洋务运动兴起，湖广总督张之洞在湖北兴办大量洋务企业，包括汉阳铁厂、汉阳兵工厂等，使得湖北成为中国主要的工业省份之一。
| 府         | 附郭县 | 散州、厅    | 县                                                      |
| 武昌府     | 江夏县 | 兴国州      | 武昌县 大冶县 嘉鱼县 咸宁县 蒲圻县 通山县 崇阳县 通城县 |
| 汉阳府     | 汉阳县 | 沔阳州      | 黄陂县 孝感县 汉川县                                    |
| 荆州府     | 江陵县 | /           | 公安县 石首县 监利县 松滋县 枝江县 宜都县               |
| 襄阳府     | 襄阳县 | 均州        | 光化县 谷城县 枣阳县 宜城县 南漳县                      |
| 黄州府     | 黄冈县 | 蕲州        | 蕲水县 广济县 黄梅县 麻城县 黄安县 罗田县               |
| 安陆府     | 钟祥县 | /           | 潜江县 天门县 京山县                                    |
| 德安府     | 安陆县 | 随州        | 云梦县 应城县 应山县                                    |
| 郧阳府     | 郧县   | /           | 郧西县 竹山县 竹溪县 房县 保康县                        |
| 宜昌府     | 东湖县 | 归州 鹤峰州 | 巴东县 长阳县 兴山县 长乐县                             |
| 施南府     | 恩施县 | /           | 利川县 建始县 宣恩县 咸丰县 来凤县                      |
| 荆门直隶州 | /      | /           | 当阳县 远安县                                           |

## 中华民国

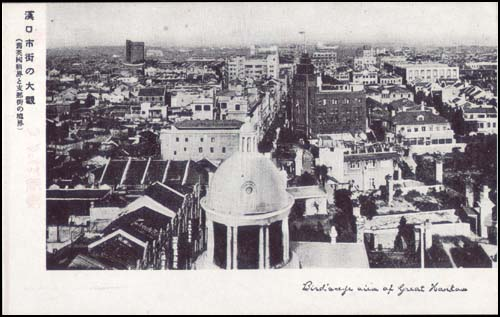
民国初年的老汉口

1911年10月10日，辛亥革命在湖北打响了第一枪（武昌起义），在湖北谘议局成立了武汉起义军政府。中华民国成立。
中华民国成立后，以汉口为中心，湖北的经济一度迅速发展。但在抗日战争中，湖北经济又受到严重破坏。
1920年代，武汉三镇是历次革命风潮的中心之一。包括京汉铁路二七大罢工、等。

## 中华人民共和国
中华人民共和国成立后，原中南局设置在武汉，管辖湖北、湖南、河南、江西、广东、广西等六个省区，湖北又有较大的发展，武汉在20世纪60年代以前是中南地区的中心。
2020年1月，由于2019冠状病毒病疫情在省内扩散，武汉市、黄冈市、鄂州市、黄石市、赤壁市、荆州市、宜昌市、孝感市、荆门市、枝江市、潜江市、仙桃市、咸宁市、当阳市和恩施市相继实施“封城”措施，是近代中国的首次封城事件。
中华人民共和国建国至今，湖北经历了多次洪水，如1954年长江洪水、1998年中国水灾、2016年中国南方水灾、2020年中国南方水灾。